# Nicolas de Préville
Nicolas de Préville (Chambray-lès-Tours, 8 gennaio 1991) è un calciatore francese, attaccante del Troyes.

## Caratteristiche tecniche
È un centravanti.

## Carriera

### Club
Nel 2009 si trasferisce all'Istres, club che gioca in Ligue 2, all'età di diciotto anni. Gioca per quattro anni all'interno del club, dove diventa titolare nel 2011. La sua velocità e la sua personalità come attaccante lo permettono di essere selezionato per la nazionale francese Under-20. Fu acquistato nella stagione 2012- 2013 dal Stade de Reims, scelse il numero 17. 
Nella stessa stagione ha disputato 10 incontri in Ligue 1 con la maglia del Reims e contribuì al mantenimento del club in Ligue 1. Nella stagione seguente diventa un supporto indispensabile per la squadra con 25 presenze e 3 gol in Ligue 1. Nella stagione 2015-2016 segna il suo primo gol nella prima giornata di campionato contro FC Girondins de Bordeaux.
Nel 2017 viene acquistato dal Bordeaux, club in cui milita sino alla stagione 2020-2021.
Il 30 agosto 2021 firma per il Metz. Qui ritrova Frédéric Antonetti, suo allenatore già ai tempi del Lille, con cui ha realizzato la sua miglior stagione della carriera segnando 14 gol in Ligue 1 nel 2017.

### Nazionale
Ha giocato nella nazionale francese Under-20.

## Statistiche

### Presenze e reti nei club
Statistiche aggiornate al 7 febbraio 2025.
| Stagione           | Squadra            | Campionato         | Campionato | Campionato | Coppe nazionali | Coppe nazionali | Coppe nazionali | Coppe continentali | Coppe continentali | Coppe continentali | Altre coppe | Altre coppe | Altre coppe | Totale | Totale | Totale |
| Stagione           | Squadra            | Comp               | Pres       | Reti       | Comp            | Pres            | Reti            | Comp               | Pres               | Reti               | Comp        | Pres        | Reti        | Pres   | Reti   |        |
| ------------------ | ------------------ | ------------------ | ---------- | ---------- | --------------- | --------------- | --------------- | ------------------ | ------------------ | ------------------ | ----------- | ----------- | ----------- | ------ | ------ | ------ |
| 2009-2010          | Istres             | L2                 | 4          | 0          | CF+CdL          | 0+2             | 0+0             | -                  | -                  | -                  | -           | -           | -           | 6      | 0      |        |
| 2010-2011          | Istres             | L2                 | 12         | 0          | CF+CdL          | 0+0             | 0+0             | -                  | -                  | -                  | -           | -           | -           | 12     | 0      |        |
| 2011-2012          | Istres             | L2                 | 37         | 7          | CF+CdL          | 4+1             | 3+1             | -                  | -                  | -                  | -           | -           | -           | 42     | 11     |        |
| 2012-gen. 2013     | Istres             | L2                 | 16         | 5          | CF+CdL          | 0+1             | 0+0             | -                  | -                  | -                  | -           | -           | -           | 17     | 5      |        |
| Totale Istres      | Totale Istres      | Totale Istres      | 69         | 12         |                 | 8               | 4               |                    | -                  | -                  |             | -           | -           | 77     | 16     |        |
| gen.-giu. 2013     | Stade Reims        | L1                 | 10         | 1          | CF+CdL          | 0+0             | 0+0             | -                  | -                  | -                  | -           | -           | -           | 10     | 1      |        |
| 2013-2014          | Stade Reims        | L2                 | 32         | 5          | CF+CdL          | 1+2             | 0+0             | -                  | -                  | -                  | -           | -           | -           | 35     | 5      |        |
| 2014-2015          | Stade Reims        | L2                 | 25         | 3          | CF+CdL          | 2+1             | 1+1             | -                  | -                  | -                  | -           | -           | -           | 28     | 5      |        |
| 2015-2016          | Stade Reims        | L1                 | 36         | 7          | CF+CdL          | 1+1             | 1+0             | -                  | -                  | -                  | -           | -           | -           | 38     | 8      |        |
| Totale Stade Reims | Totale Stade Reims | Totale Stade Reims | 103        | 16         |                 | 8               | 3               |                    | -                  | -                  |             | -           | -           | 111    | 19     |        |
| 2016-2017          | Lille 2            | CFA                | 1          | 0          | -               | -               | -               | -                  | -                  | -                  | -           | -           | -           | 1      | 0      |        |
| 2016-2017          | Lilla              | L1                 | 30         | 14         | CF+CdL          | 2+1             | 0               | -                  | -                  | -                  | -           | -           | -           | 33     | 14     |        |
| ago. 2017          | Lilla              | L1                 | 4          | 2          | CF+CdL          | -               | -               | -                  | -                  | -                  | -           | -           | -           | 4      | 2      |        |
| Totale Lille       | Totale Lille       | Totale Lille       | 34         | 16         |                 | 3               | 0               |                    | -                  | -                  |             | -           | -           | 37     | 16     |        |
| 2017-2018          | Bordeaux           | L1                 | 29         | 4          | CF+CdL          | 1+1             | 0+0             | -                  | -                  | -                  | -           | -           | -           | 31     | 4      |        |
| 2018-2019          | Bordeaux           | L1                 | 23         | 3          | CF+CdL          | 1+1             | 0+0             | UEL                | 9                  | 1                  | -           | -           | -           | 34     | 4      |        |
| 2019-2020          | Bordeaux           | L1                 | 24         | 6          | CF+CdL          | 2+2             | 1+1             | -                  | -                  | -                  | -           | -           | -           | 28     | 8      |        |
| 2020-2021          | Bordeaux           | L1                 | 33         | 1          | CF              | 0               | 0               | -                  | -                  | -                  | -           | -           | -           | 33     | 1      |        |
| Totale Bordeaux    | Totale Bordeaux    | Totale Bordeaux    | 109        | 14         |                 | 8               | 2               |                    | 9                  | 1                  |             | -           | -           | 126    | 17     |        |
| 2021-2022          | Metz               | L1                 | 27         | 5          | CF              | 0               | 0               | -                  | -                  | -                  | -           | -           | -           | 27     | 5      |        |
| feb.-giu. 2023     | Kaiserslautern     | 2L                 | 10         | 1          | CG              | 0               | 0               | -                  | -                  | -                  | -           | -           | -           | 10     | 1      |        |
| 2023-2024          | Troyes             | L2                 | 17         | 2          | CF              | 0               | 0               | -                  | -                  | -                  | -           | -           | -           | 17     | 2      |        |
| 2024-2025          | Troyes             | L2                 | 6          | 1          | CF              | 4               | 1               | -                  | -                  | -                  | -           | -           | -           | 10     | 2      |        |
| Totale Troyes      | Totale Troyes      | Totale Troyes      | 23         | 3          |                 | 4               | 1               |                    | -                  | -                  |             | -           | -           | 27     | 4      |        |
| Totale carriera    | Totale carriera    | Totale carriera    | 376        | 67         |                 | 31              | 10              |                    | 9                  | 1                  |             | -           | -           | 416    | 78     |        |